# Kostis Chadzidakis
Konstandinos (Kostis) Chadzidakis, gr. Κωνσταντίνος (Κωστής) Χατζηδάκης (ur. 20 kwietnia 1965 w Retimno na Krecie) – grecki polityk, w latach 1994–2007 poseł do Parlamentu Europejskiego, deputowany krajowy, minister w różnych resortach, wicepremier.

## Życiorys
Studiował prawo na Uniwersytecie Narodowym im. Kapodistriasa w Atenach, kształcił się następnie na University of Kent. Był sekretarzem generalnym organizacji młodzieżowej Nowej Demokracji.
W 1994, 1999 i 2004 z listy Nowej Demokracji był wybierany do Europarlamentu. Należał do frakcji chadeckiej. Od 1999 do 2002 przewodniczył Komisji ds. Polityki Regionalnej, Transportu i Turystyki.
W 2007 uzyskał mandat deputowanego do Parlamentu Hellenów, w konsekwencji odszedł z PE. We wrześniu tego samego roku odszedł z PE, obejmując urząd ministra transportu i łączności w rządzie Kostasa Karamanlisa. W styczniu 2009 przeszedł na stanowisko ministra rozwoju, które zajmował do października tego samego roku. Również w 2009 uzyskał reelekcję w wyborach krajowych. W grudniu 2010 w czasie zamieszek w okresie kryzysu gospodarczego został podczas opuszczania parlamentu pobity przez demonstrantów. W czerwcu 2012 objął urząd ministra rozwoju, konkurencyjności, infrastruktury, transportu i informatyzacji w rządzie Andonisa Samarasa, pełniąc tę funkcję (ze zmodyfikowanym zakresem obowiązków) do końca urzędowania gabinetu w 2015. W obu wyborach w 2012 oraz w obu wyborach w 2015 ponownie wybierany do krajowego parlamentu.
W styczniu 2016 został wiceprzewodniczącym ND. Mandat poselski utrzymał również w 2019. W lipcu tegoż roku powrócił do greckiego rządu – Kiriakos Mitsotakis powierzył mu funkcję ministra środowiska i energii. W styczniu 2021 przeszedł na stanowisko ministra pracy i spraw społecznych, które zajmował do maja 2023, wcześniej w tym samym miesiącu został kolejny raz wybrany do greckiego parlamentu (reelekcja w czerwcu 2023).
W czerwcu 2023 w nowo powołanym drugim rządzie Kiriakosa Mitsotakisa objął stanowisko ministra gospodarki narodowej i finansów. W marcu 2025 przeszedł na urząd wicepremiera w tym samym gabinecie.

## Odznaczenia
W 2014 został odznaczony Krzyżem Komandorskim z Gwiazdą Orderu Zasługi Rzeczypospolitej Polskiej.